# Brachystoma
Brachystoma is een geslacht van insecten uit de familie van de dansvliegen (Empididae), die tot de orde tweevleugeligen (Diptera) behoort.

## Soorten
- B. nigrimanus Loew, 1862
- B. obscuripes Loew, 1856
- B. occidentalis Melander, 1902
- B. robertsonii Coquillett, 1895
- B. serrulata Loew, 1861
- B. vesiculosum (Fabricius, 1794)